# Willian Pacho
Willian Joel Pacho Tenorio (Quinindé, Esmeraldas, 16 de octubre de 2001) es un futbolista ecuatoriano. Juega de defensa en el París Saint-Germain F. C. de la Ligue 1 de Francia.

## Trayectoria

### Independiente del Valle
Se formó en las categorías inferiores de Independiente del Valle desde 2017, en el 2018 fue subcampeón de la Copa Libertadores Sub-20 tras perder la final con Nacional de Uruguay.
En 2019 es ascendido al plantel principal; debutó el 24 de noviembre en un partido válido por el Campeonato Ecuatoriano ante el Delfín Sporting Club, el juego terminó empatado con un marcador de 0 a 0, además en ese mismo año el primer equipo se coronó campeón de la Copa Sudamericana 2019.
En el 2020 fue subcampeón de la Recopa Sudamericana y en el mes de marzo fue campeón de la Copa Libertadores Sub-20, tras derrotar en la final 2 a 1 a River Plate de Argentina.
En agosto de 2021 estaba acordada su transferencia al Borussia Mönchengladbach de la Bundesliga alemana, sin embargo, no pudo concretarse debido a que el equipo alemán necesitaba vender uno de sus jugadores extranjeros para liberar un cupo y esto no se daría. Por lo que permanecería en Independiente del Valle.

### Royal Antwerp
El 28 de enero de 2022 fue anunciada su transferencia al Royal Antwerp Football Club de la Primera División de Bélgica por cinco temporadas.

### Eintracht Fráncfort
El 30 de marzo de 2023 se anunció su transferencia al Eintracht Fráncfort de Alemania por cinco temporadas, el fichaje se hizo efectivo por 9 millones de euros el 1 de julio de 2023. Con el club alemán jugó una temporada, acumulando en total 44 partidos en tres competiciones, aportó dos asistencias. Mientras realizaba la pretemporada en agosto de 2024 se llegó a un acuerdo para su transferencia.

### París Saint-Germain
El 9 de agosto de 2024 se anunció su traspaso al París Saint-Germain, equipo de la Ligue 1 de Francia por un valor de 40 millones de euros, firmando un contrato por cinco temporadas hasta 2029.
El 31 de mayo de 2025 se convirtió en el cuarto jugador ecuatoriano en levantar un título europeo y el primero en ganar la Liga de Campeones de la UEFA después que el PSG goleara 5 a 0 al Inter de Milán.
Al final de la temporada, Willian Pacho demostró tener todas las cualidades para convertirse en uno de los mejores fichajes de la historia del club. Fichado procedente del Eintracht Frankfurt, Pacho se ganó rápidamente su lugar en el equipo. El ecuatoriano ya ha demostrado que puede seguir los pasos de Marquinhos y consolidarse como el líder defensivo del PSG a largo plazo. Durante la Champions League, bloqueó a algunos de los mejores delanteros de Europa, mostrando una madurez y una calidad excepcionales.
El 13 de agosto de 2025, se convirtió en el primer ecuatoriano en ganar la Supercopa de la UEFA, al consagrarse campeón contra el Tottenham Hotspur en la tanda de penaltis.

## Selección nacional

### Selección absoluta
En septiembre de 2021 tendría su primera experiencia con la selección absoluta de Ecuador, al ser convocado para la triple fecha ante Paraguay, Chile y Uruguay como reemplazo de Franklin Guerra, quien quedó fuera de la convocatoria por una lesión. No jugaría partidos con la selección en aquella fecha. El 14 de noviembre de 2022 fue incluido en la lista final para la Copa Mundial Catar 2022. En la nueva etapa de la selección absoluta de Ecuador tras la llegada del técnico Félix Sánchez Bas, hizo su debut oficial, fue titular ante Australia y marcó el gol de la victoria 2-1.
El 29 de mayo de 2024, fue incluido en la lista de 26 futbolistas convocados por Félix Sánchez Bas para su participación en la Copa América 2024.

#### Participaciones en Copas del Mundo
| Mundial              | Sede  | Resultado      | Partidos | Goles |
| -------------------- | ----- | -------------- | -------- | ----- |
| Copa Mundial de 2022 | Catar | Fase de grupos | 0        | 0     |

#### Participaciones en eliminatorias
| Eliminatorias      | Sede            | Resultado   | Partidos | Goles |
| ------------------ | --------------- | ----------- | -------- | ----- |
| Eliminatorias 2026 | América del Sur | Clasificado | 16       | 0     |

#### Participaciones en Copa América
| Copa              | Sede           | Resultado        | Partidos | Goles |
| ----------------- | -------------- | ---------------- | -------- | ----- |
| Copa América 2024 | Estados Unidos | Cuartos de final | 4        | 0     |

### Partidos internacionales
Actualizado al último partido disputado el 10 de junio de 2025. 
| \| N.° \| Fecha \| Ciudad \| Rival \| Resultado \| Resultado \| Competencia \| \| --- \| ------------------------ \| ------------- \| ---------- \| ------------ \| --------- \| ----------------------------- \| \| 1. \| 28 de marzo de 2023 \| Melbourne \| Australia \| 2-1 \| Victoria \| Amistoso \| \| 2. \| 17 de junio de 2023 \| Harrison \| Bolivia \| 1-0 \| Victoria \| Amistoso \| \| 3. \| 20 de junio de 2023 \| Chester \| Costa Rica \| 3-1 \| Victoria \| Amistoso \| \| 4. \| 7 de septiembre de 2023 \| Buenos Aires \| Argentina \| 0-1 \| Derrota \| Eliminatorias al Mundial 2026 \| \| 5. \| 12 de septiembre de 2023 \| Quito \| Uruguay \| 2-1 \| Victoria \| Eliminatorias al Mundial 2026 \| \| 6. \| 12 de octubre de 2023 \| La Paz \| Bolivia \| 2-1 \| Victoria \| Eliminatorias al Mundial 2026 \| \| 7. \| 17 de octubre de 2023 \| Quito \| Colombia \| 0-0 \| Empate \| Eliminatorias al Mundial 2026 \| \| 8. \| 16 de noviembre de 2023 \| Maturín \| Venezuela \| 0-0 \| Empate \| Eliminatorias al Mundial 2026 \| \| 9. \| 21 de noviembre de 2023 \| Quito \| Chile \| 1-0 \| Victoria \| Eliminatorias al Mundial 2026 \| \| 10. \| 24 de marzo de 2024 \| Harrison \| Italia \| 0-2 \| Derrota \| Amistoso \| \| 11. \| 9 de junio de 2024 \| Chicago \| Argentina \| 0-1 \| Derrota \| Amistoso \| \| 12. \| 16 de junio de 2024 \| East Hartford \| Honduras \| 2-1 \| Victoria \| Amistoso \| \| 13. \| 22 de junio de 2024 \| Santa Clara \| Venezuela \| 1-2 \| Derrota \| Copa América 2024 \| \| 14. \| 26 de junio de 2024 \| Paradise \| Jamaica \| 3-1 \| Victoria \| Copa América 2024 \| \| 15. \| 30 de junio de 2024 \| Glendale \| México \| 0-0 \| Empate \| Copa América 2024 \| \| 16. \| 4 de julio de 2024 \| Houston \| Argentina \| 1-1 (2-4 p.) \| Empate \| Copa América 2024 \| \| 17. \| 6 de septiembre de 2024 \| Curitiba \| Brasil \| 0-1 \| Derrota \| Eliminatorias al Mundial 2026 \| \| 18. \| 10 de septiembre de 2024 \| Quito \| Perú \| 1-0 \| Victoria \| Eliminatorias al Mundial 2026 \| \| 19. \| 10 de octubre de 2024 \| Quito \| Paraguay \| 0-0 \| Empate \| Eliminatorias al Mundial 2026 \| \| 20. \| 15 de octubre de 2024 \| Montevideo \| Uruguay \| 0-0 \| Empate \| Eliminatorias al Mundial 2026 \| \| 21. \| 14 de noviembre de 2024 \| Guayaquil \| Bolivia \| 4-0 \| Victoria \| Eliminatorias al Mundial 2026 \| \| 22. \| 19 de noviembre de 2024 \| Barranquilla \| Colombia \| 1-0 \| Victoria \| Eliminatorias al Mundial 2026 \| \| 23. \| 21 de marzo de 2025 \| Quito \| Venezuela \| 2-1 \| Victoria \| Eliminatorias al Mundial 2026 \| \| 24. \| 25 de marzo de 2025 \| Santiago \| Chile \| 0-0 \| Empate \| Eliminatorias al Mundial 2026 \| \| 25. \| 5 de junio de 2025 \| Guayaquil \| Brasil \| 0-0 \| Empate \| Eliminatorias al Mundial 2026 \| \| 26. \| 10 de junio de 2025 \| Lima \| Perú \| 0-0 \| Empate \| Eliminatorias al Mundial 2026 \| |                          |               |            |              |           |                               |
| N.° | Fecha                    | Ciudad        | Rival      | Resultado    | Resultado | Competencia                   |
| 1. | 28 de marzo de 2023      | Melbourne     | Australia  | 2-1          | Victoria  | Amistoso                      |
| 2. | 17 de junio de 2023      | Harrison      | Bolivia    | 1-0          | Victoria  | Amistoso                      |
| 3. | 20 de junio de 2023      | Chester       | Costa Rica | 3-1          | Victoria  | Amistoso                      |
| 4. | 7 de septiembre de 2023  | Buenos Aires  | Argentina  | 0-1          | Derrota   | Eliminatorias al Mundial 2026 |
| 5. | 12 de septiembre de 2023 | Quito         | Uruguay    | 2-1          | Victoria  | Eliminatorias al Mundial 2026 |
| 6. | 12 de octubre de 2023    | La Paz        | Bolivia    | 2-1          | Victoria  | Eliminatorias al Mundial 2026 |
| 7. | 17 de octubre de 2023    | Quito         | Colombia   | 0-0          | Empate    | Eliminatorias al Mundial 2026 |
| 8. | 16 de noviembre de 2023  | Maturín       | Venezuela  | 0-0          | Empate    | Eliminatorias al Mundial 2026 |
| 9. | 21 de noviembre de 2023  | Quito         | Chile      | 1-0          | Victoria  | Eliminatorias al Mundial 2026 |
| 10. | 24 de marzo de 2024      | Harrison      | Italia     | 0-2          | Derrota   | Amistoso                      |
| 11. | 9 de junio de 2024       | Chicago       | Argentina  | 0-1          | Derrota   | Amistoso                      |
| 12. | 16 de junio de 2024      | East Hartford | Honduras   | 2-1          | Victoria  | Amistoso                      |
| 13. | 22 de junio de 2024      | Santa Clara   | Venezuela  | 1-2          | Derrota   | Copa América 2024             |
| 14. | 26 de junio de 2024      | Paradise      | Jamaica    | 3-1          | Victoria  | Copa América 2024             |
| 15. | 30 de junio de 2024      | Glendale      | México     | 0-0          | Empate    | Copa América 2024             |
| 16. | 4 de julio de 2024       | Houston       | Argentina  | 1-1 (2-4 p.) | Empate    | Copa América 2024             |
| 17. | 6 de septiembre de 2024  | Curitiba      | Brasil     | 0-1          | Derrota   | Eliminatorias al Mundial 2026 |
| 18. | 10 de septiembre de 2024 | Quito         | Perú       | 1-0          | Victoria  | Eliminatorias al Mundial 2026 |
| 19. | 10 de octubre de 2024    | Quito         | Paraguay   | 0-0          | Empate    | Eliminatorias al Mundial 2026 |
| 20. | 15 de octubre de 2024    | Montevideo    | Uruguay    | 0-0          | Empate    | Eliminatorias al Mundial 2026 |
| 21. | 14 de noviembre de 2024  | Guayaquil     | Bolivia    | 4-0          | Victoria  | Eliminatorias al Mundial 2026 |
| 22. | 19 de noviembre de 2024  | Barranquilla  | Colombia   | 1-0          | Victoria  | Eliminatorias al Mundial 2026 |
| 23. | 21 de marzo de 2025      | Quito         | Venezuela  | 2-1          | Victoria  | Eliminatorias al Mundial 2026 |
| 24. | 25 de marzo de 2025      | Santiago      | Chile      | 0-0          | Empate    | Eliminatorias al Mundial 2026 |
| 25. | 5 de junio de 2025       | Guayaquil     | Brasil     | 0-0          | Empate    | Eliminatorias al Mundial 2026 |
| 26. | 10 de junio de 2025      | Lima          | Perú       | 0-0          | Empate    | Eliminatorias al Mundial 2026 |

### Goles internacionales
| \| N.° \| Fecha \| Lugar \| Rival \| Gol \| Resultado \| Resultado \| Competición \| \| --- \| ------------------- \| --------------------------------------- \| ---------- \| --- \| --------- \| --------- \| ----------- \| \| 1. \| 28 de marzo de 2023 \| Estadio Docklands, Melbourne, Australia \| Australia \| 2–1 \| 2–1 \| Victoria \| Amistoso \| \| 2. \| 20 de junio de 2023 \| Subaru Park, Chester, Estados Unidos \| Costa Rica \| 2–0 \| 3–1 \| Victoria \| Amistoso \| |                     |                                         |            |     |           |           |             |
| N.° | Fecha               | Lugar                                   | Rival      | Gol | Resultado | Resultado | Competición |
| 1. | 28 de marzo de 2023 | Estadio Docklands, Melbourne, Australia | Australia  | 2–1 | 2–1       | Victoria  | Amistoso    |
| 2. | 20 de junio de 2023 | Subaru Park, Chester, Estados Unidos    | Costa Rica | 2–0 | 3–1       | Victoria  | Amistoso    |

## Estadísticas

### Clubes
Actualizado al último partido disputado el 13 de agosto de 2025.
| Club                              | Div.          | Temporada     | Liga  | Liga  | Copas nacionales | Copas nacionales | Copas internacionales | Copas internacionales | Total | Total | Total  |
| Club                              | Div.          | Temporada     | Part. | Goles | Part.            | Goles            | Part.                 | Goles                 | Part. | Goles | Asist. |
| --------------------------------- | ------------- | ------------- | ----- | ----- | ---------------- | ---------------- | --------------------- | --------------------- | ----- | ----- | ------ |
| Independiente del Valle · Ecuador | 1.ª           | 2019          | 1     | 0     | —                | —                | —                     | —                     | 1     | 0     | 0      |
| Independiente Juniors · Ecuador   | 2.ª           | 2020          | 1     | 0     | Inexistentes     | Inexistentes     | Inexistentes          | Inexistentes          | 1     | 0     | 0      |
| Independiente Juniors · Ecuador   | Total club    | Total club    | 1     | 0     | 0                | 0                | 0                     | 0                     | 1     | 0     | 0      |
| Independiente del Valle · Ecuador | 1.ª           | 2020          | 8     | 0     | —                | —                | 1                     | 0                     | 9     | 0     | 0      |
| Independiente del Valle · Ecuador | 1.ª           | 2021          | 17    | 0     | 1                | 0                | 12                    | 0                     | 30    | 0     | 0      |
| Independiente del Valle · Ecuador | Total club    | Total club    | 26    | 0     | 1                | 0                | 13                    | 0                     | 40    | 0     | 0      |
| Royal Antwerp F. C. · Bélgica     | 1.ª           | 2021-22       | 3     | 0     | —                | —                | —                     | —                     | 3     | 0     | 0      |
| Royal Antwerp F. C. · Bélgica     | 1.ª           | 2022-23       | 39    | 0     | 6                | 0                | 5                     | 0                     | 50    | 0     | 1      |
| Royal Antwerp F. C. · Bélgica     | Total club    | Total club    | 42    | 0     | 6                | 0                | 5                     | 0                     | 53    | 0     | 1      |
| Eintracht Fráncfort · Alemania    | 1.ª           | 2023-24       | 33    | 0     | 3                | 0                | 8                     | 0                     | 44    | 0     | 2      |
| Eintracht Fráncfort · Alemania    | Total club    | Total club    | 33    | 0     | 3                | 0                | 8                     | 0                     | 44    | 0     | 2      |
| París Saint-Germain F. C. Francia | 1.ª           | 2024-25       | 28    | 0     | 7                | 0                | 22                    | 0                     | 57    | 0     | 2      |
| París Saint-Germain F. C. Francia | 1.ª           | 2025-26       | 0     | 0     | 0                | 0                | 1                     | 0                     | 1     | 0     | 0      |
| París Saint-Germain F. C. Francia | Total club    | Total club    | 28    | 0     | 7                | 0                | 23                    | 0                     | 58    | 0     | 2      |
| Total carrera                     | Total carrera | Total carrera | 130   | 0     | 17               | 0                | 49                    | 0                     | 196   | 0     | 5      |
| 1. 2.                             |               |               |       |       |                  |                  |                       |                       |       |       |        |

### Selección
Actualizado al último partido disputado el 10 de junio de 2025.
| Selección       | Año             | Amistosos | Amistosos | Amistosos | Continental | Continental | Continental | Mundial | Mundial | Mundial | Total | Total | Total  | Media goleadora |
| Selección       | Año             | Part.     | Goles     | Asist.    | Part.       | Goles       | Asist.      | Part.   | Goles   | Asist.  | Part. | Goles | Asist. | Media goleadora |
| --------------- | --------------- | --------- | --------- | --------- | ----------- | ----------- | ----------- | ------- | ------- | ------- | ----- | ----- | ------ | --------------- |
| Absoluta        | 2023            | 3         | 2         | 0         | 6           | 0           | 0           | —       | —       | —       | 9     | 2     | 0      | 0.22            |
| Absoluta        | 2024            | 3         | 0         | 0         | 10          | 0           | 0           | —       | —       | —       | 13    | 0     | 0      | 0               |
| Absoluta        | 2025            | 0         | 0         | 0         | 4           | 0           | 0           | —       | —       | —       | 4     | 0     | 0      | 0               |
| Total selección | Total selección | 6         | 2         | 0         | 20          | 0           | 0           | 0       | 0       | 0       | 26    | 2     | 0      | 0.08            |
| 1.              |                 |           |           |           |             |             |             |         |         |         |       |       |        |                 |

## Palmarés

### Campeonatos nacionales
| Título                      | Club                      | Año  |
| --------------------------- | ------------------------- | ---- |
| Serie A de Ecuador          | Independiente del Valle   | 2021 |
| Copa de Bélgica             | Royal Antwerp F. C.       | 2023 |
| Primera División de Bélgica | Royal Antwerp F. C.       | 2023 |
| Supercopa de Francia        | París Saint-Germain F. C. | 2024 |
| Ligue 1                     | París Saint-Germain F. C. | 2025 |
| Copa de Francia             | París Saint-Germain F. C. | 2025 |

### Campeonatos internacionales
| Título                       | Club                      | Año  |
| ---------------------------- | ------------------------- | ---- |
| Copa Sudamericana            | Independiente del Valle   | 2019 |
| Copa Libertadores Sub-20     | Independiente del Valle   | 2020 |
| Liga de Campeones de la UEFA | París Saint-Germain F. C. | 2025 |
| Supercopa de la UEFA         | París Saint-Germain F. C. | 2025 |

### Distinciones individuales
| Distinción                                   | Año  |
| -------------------------------------------- | ---- |
| Futbolista del mes del Royal Antwerp (enero) | 2023 |
| Equipo ideal Ligue 1                         | 2025 |
| Jugador Revelación Ligue 1                   | 2025 |